# Jean Lepage
Jean Lepage (ur. w 1779, zm. w 1822) – znany francuski rusznikarz. Pracował dla Ludwika XVI, Napoleona Bonaparte i Ludwika XVII. Dokonał istotnego kroku w rozwoju broni strzeleckiej modyfikując zamek skałkowy w karabinie swojej konstrukcji. Kamień umieszczony w szczękach i krzesiwo zastąpił tępym młoteczkiem uderzającym bezpośrednio w panewkę – zapłon następował od uderzenia podsypki z piorunianu rtęci zamiast dotychczas stosowanego czarnego prochu zapalanego iskrą. Udoskonalona wersja karabinu posiadała niewielki „magazynek” z piorunianem, którego niewielka ilość wysypywała się pod wpływem wstrząsu wywoływanego naciąganiem kurka. Istotnymi wadami karabinu Lepage, decydującymi o braku większego zainteresowania tą konstrukcją, były skłonność piorunianu rtęci do wybuchu oraz duża jego higroskopijność.
Konstrukcję karabinu Lepage rozwinęli François Prélat i Samuel Johannes Pauly umieszczając bardziej odporną na wilgoć zasychającą masę uzyskaną z piorunianu rtęci i czarnego prochu wewnątrz łuski.